# Karel Heneš
Karel Heneš (25. června 1941 – 24. července 1992) byl český politik, za normalizace funkcionář KSČ, po sametové revoluci předseda Ústřední rady odborů a československý poslanec Sněmovny lidu Federálního shromáždění za KSČM.

## Biografie
XVI. sjezd KSČ v roce 1981 ho zvolil za člena Ústředního výboru KSČ. Jeho politická kariéra pokračovala i za sametové revoluce a v období po ní. 26. listopadu 1989 byl zvolen novým předsedou Ústřední rady odborů. V nové funkci pak zahájil rozsáhlé reformy odborového hnutí a provedl personální obměnu vedení ÚRO. Do té doby zastával post předsedy středočeské krajské odborové rady. Od roku 1991 vedl Odborové sdružení Čech, Moravy a Slezska, blízké KSČM.
Ve volbách roku 1992 byl za KSČM, respektive za koalici Levý blok, zvolen do Sněmovny lidu (volební obvod Praha). Ve Federálním shromáždění setrval do svého náhlého úmrtí v červenci 1992.